# Tajuria iapix
Tajuria iapix är en fjärilsart som beskrevs av William Chapman Hewitson 1865. Tajuria iapix ingår i släktet Tajuria och familjen juvelvingar. Inga underarter finns listade i Catalogue of Life.